# Arco de Germánico

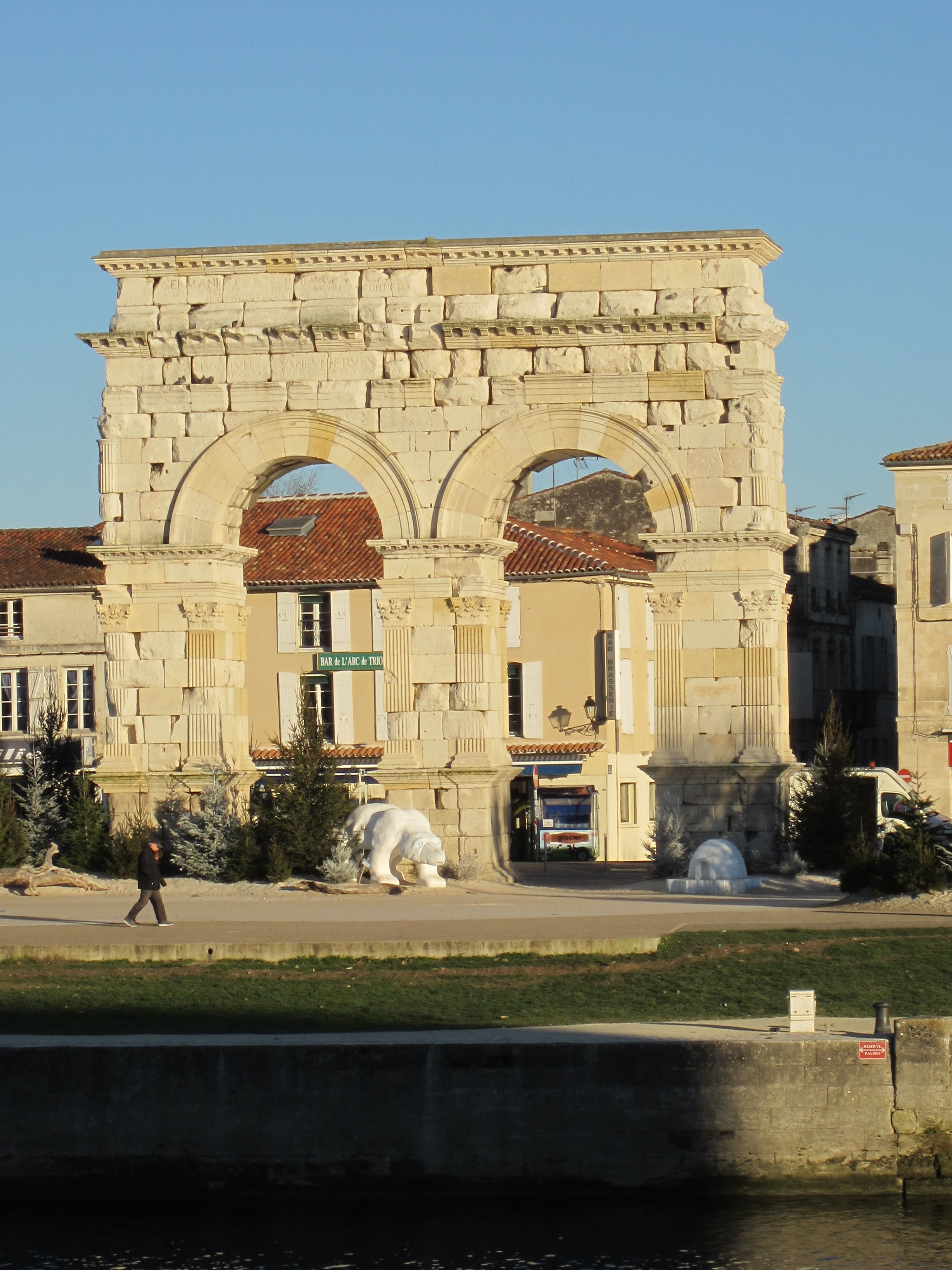
Arco de Germánico

En el año 19 se construyeron dos arcos en honor de las campañas alemanas de Nerón Claudio Druso y Germánico a ambos lados del Templo de Marte Ultor en el Foro de Augusto.
El Arco de Germánico es un antiguo arco romano en Saintes, Charente Marítimo en Francia. Fue construido en el año 18 o 19 por un ciudadano rico de la ciudad (entonces conocida como Mediolanum Santonum), C. Julio Rufo, y dedicado al emperador Tiberio, su hijo Druso Julio César y a su hijo adoptivo Germánico. Tiene dos portales y originalmente se encontraba sobre la terminal de la calzada romana proveniente de Lyon a Saintes. A propuesta de Prosper Mérimée, se movió quince metros durante las obras en los muelles a lo largo del río en 1843, y se restauró en 1851.

## Inscripción

### Dedicación

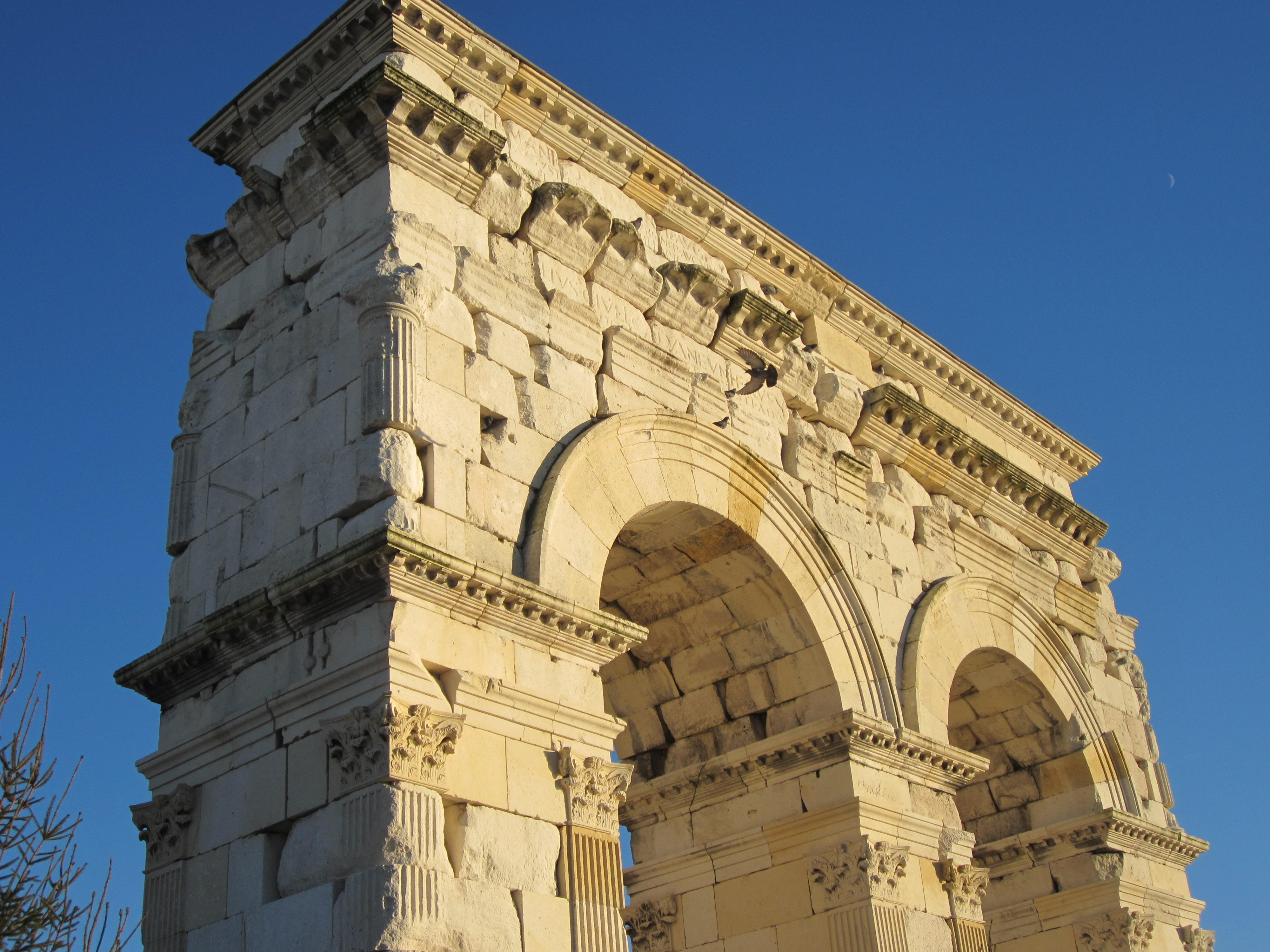
Arco de Germánico

Justo al lado de la plaza Bassompierre, se encuentra este impresionante arco romano. La inscripción dedicatoria en el ático (CIL XIII, 1036 = Inscripciones Latines des Trois Gaules, 148) en la parte que nombra al emperador Tiberio y a su hijo Druso se encuentra en un estado muy desgastado. La dedicatoria a su sobrino e hijo adoptivo, Germánico, está mejor conservada y no sólo permite que el arco sea fechado al año 18 o 19 sino que también le da su nombre habitual:
GERMANICO [CAESA]R[I] TI(berii) AUG(usti) F(ilio) 
DIVI AUG(usti) NEP(oti) DIVI IULI PRONEP(oti) 
[AUGU]RI FLAM(ini) AUGUST(ali) CO(n)S(uli) II IMP(eratori) II
A Germánico César, hijo de Tiberio Augusto, nieto del divino Augusto, bisnieto del divino Julio, augur, flamen, augustales, cónsul por segunda vez, invocado imperator por segunda vez.

### Donante

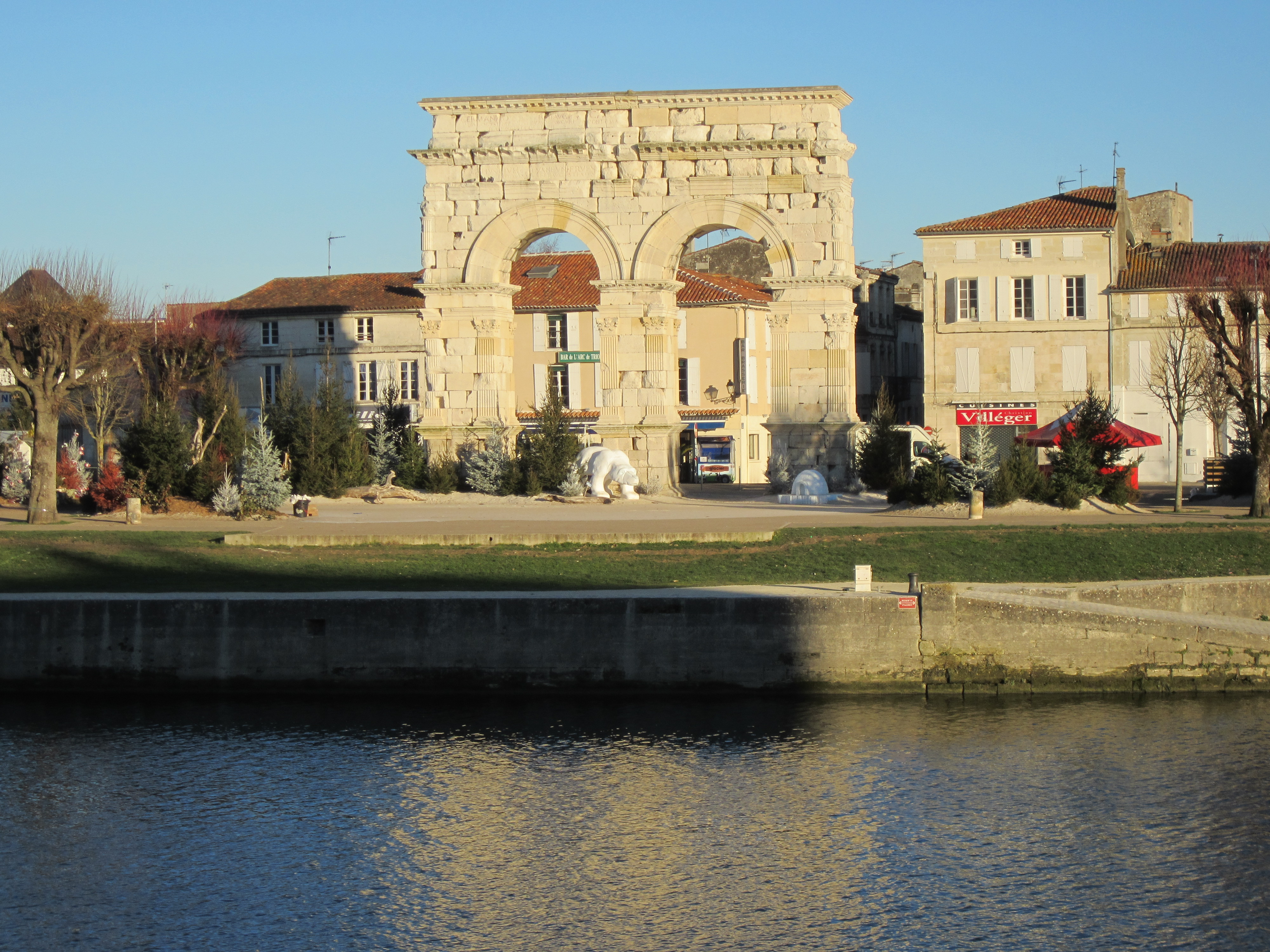
Arco de Germánico visto desde la ribera opuesta del río Charente

Debajo de la dedicatoria, la inscripción en el entablamento nombra a Cayo Julio Rufo como el financiador del arco, y a sus antepasados. Esto se repite en las 4 fachadas del arco.
[SACERDOS ROMAE ET AUG]USTI [AD A]RAM QU[A]E EST AD CONFLUENT[E]M, PRAEFECTUS [FAB]RUM, D(at).
Cayo Julio Rufo, hijo de Cayo Julio Otuaneuno, nieto de Cayo Julio Gedemo, bisnieto de Epotsovirid(i)o, sacerdote de Roma y de Augusto en el altar en Confluencia, prefecto de obras, donó [este arco]
Las dificultades para establecer el texto, que está muy desgastado, han significado que Catuaneuno ha sido leído como el nombre del padre de Rufo y Agedomopas como el nombre del abuelo de Rufo. Afirmar este linaje atestigua la conciencia aristocrática de Rufo y la larga trayectoria de su familia a la cabeza de la ciudad. Julio Gedemo fue el primer miembro de la familia en recibir la ciudadanía romana, probablemente de Julio César (tomando su nombre como propio) y posiblemente durante las Guerras Gálicas o poco después. Rufo fue el primer miembro de la familia en adoptar un nombre completamente romano en lugar de retener un tercer nombre que era de origen celta, mostrando la romanización elegida por los nobles galos.
Este notable galo, ciudadano romano de tercera generación, también era conocido como sacerdote de Roma y de Augusto debido a una inscripción dedicatoria en el anfiteatro de Lugdunum (Lyon), conocido aquí como Confluencia.

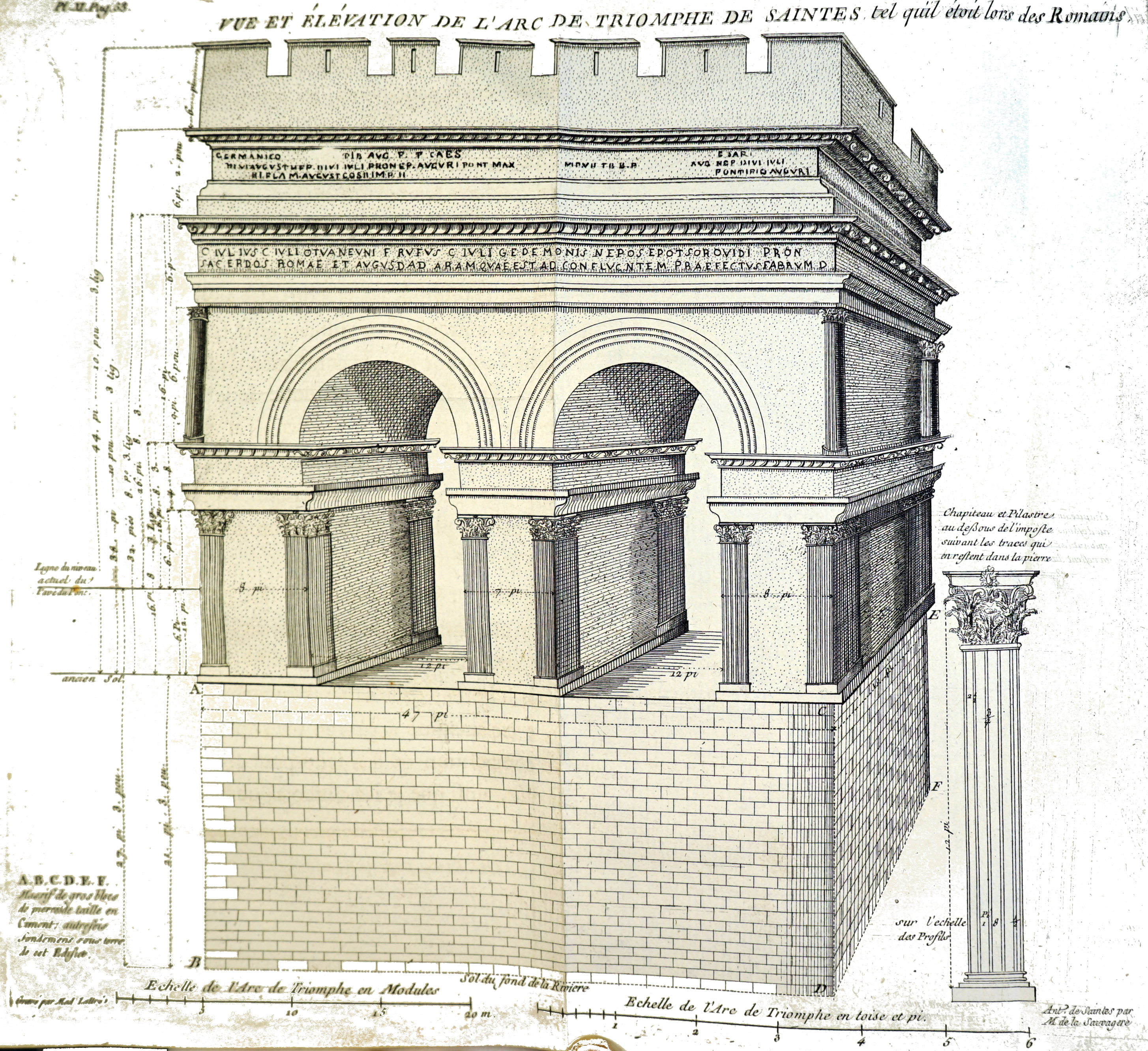
Reconstrucción según Félix Le Royer de La Sauvagère.
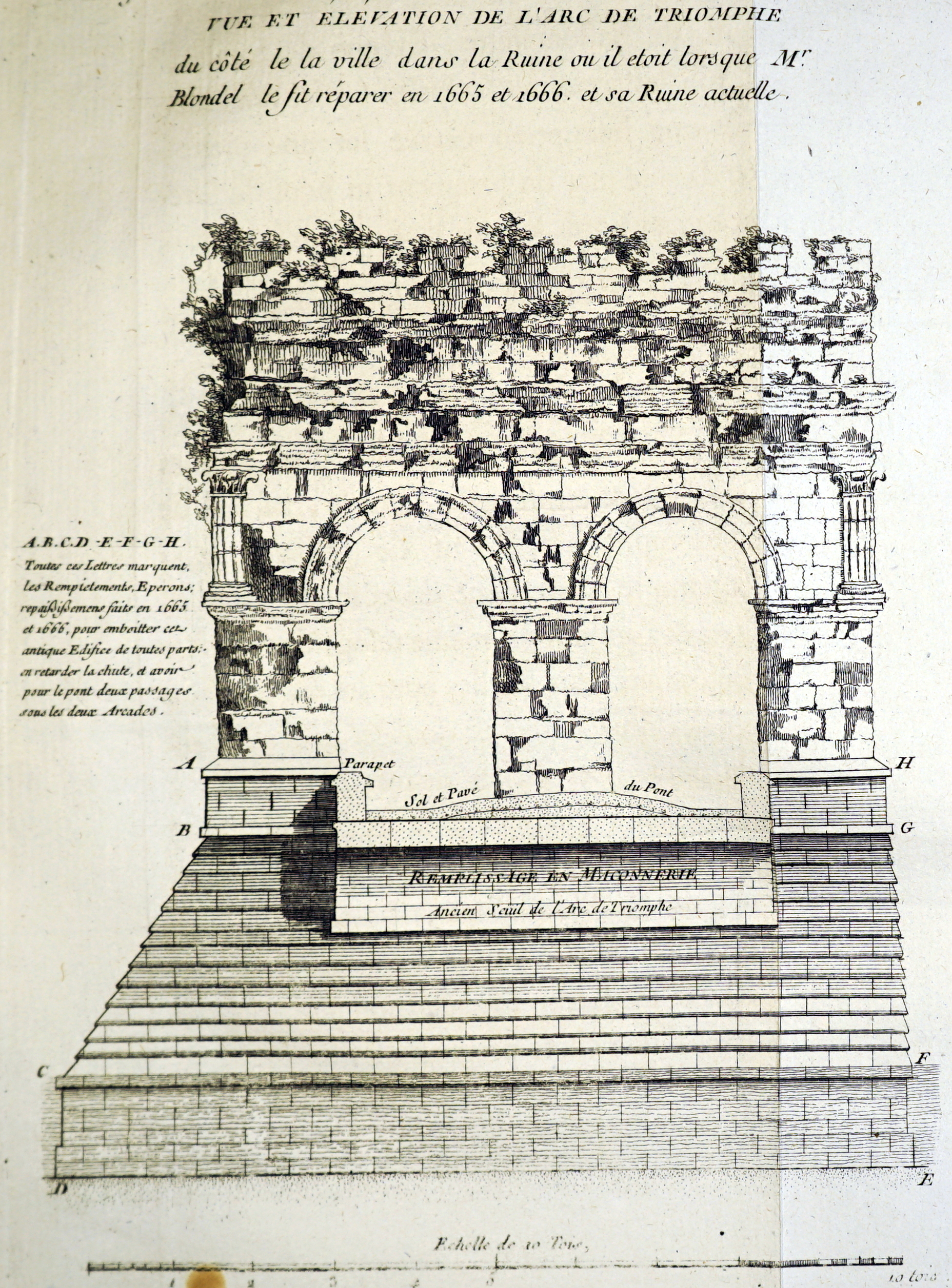
Estado del arco antes de la restauración de 1666.
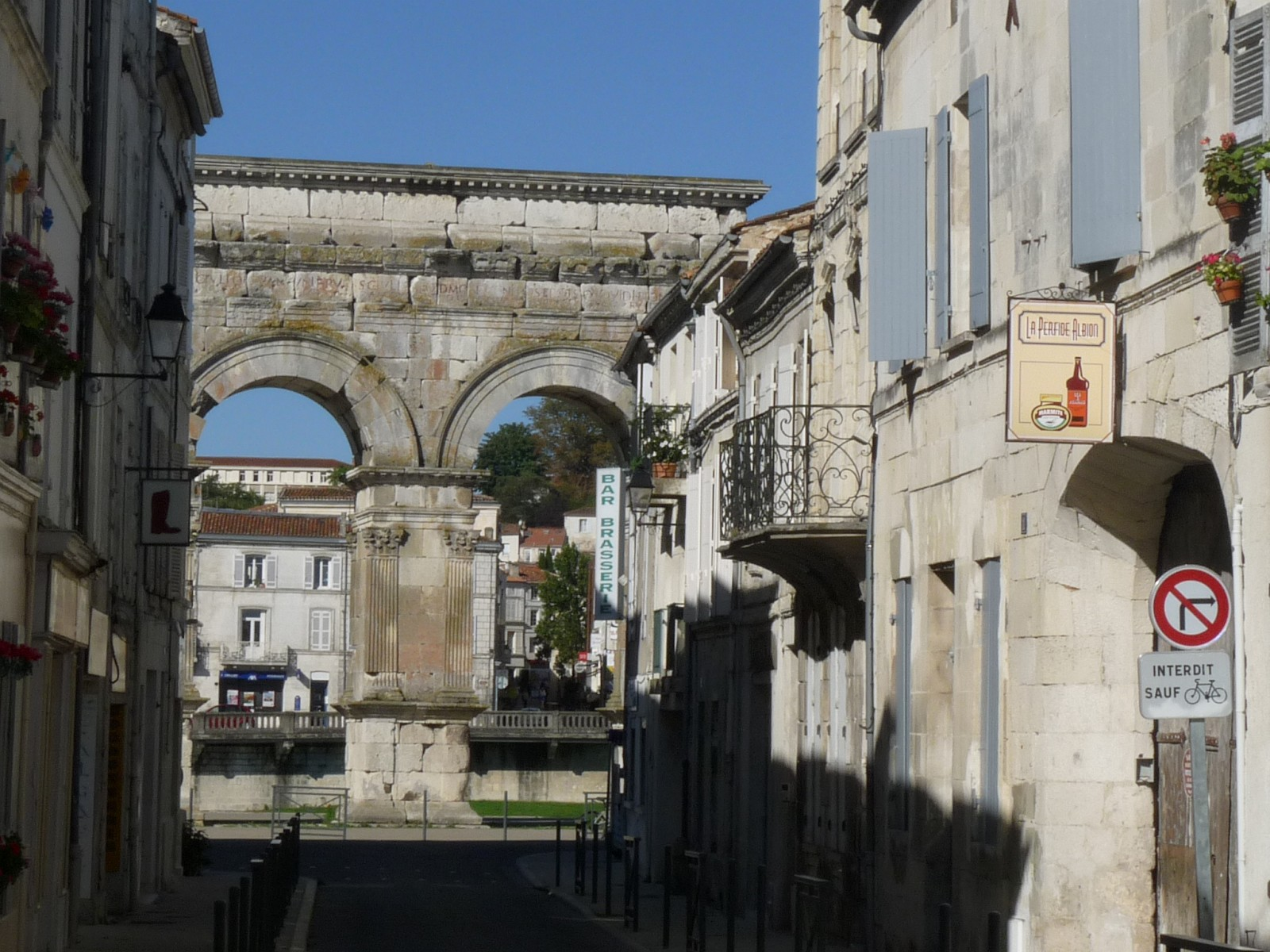
Vista del arco desde un cardo.